# Daima Beltrán
Pour les articles homonymes, voir Beltran.
Daima Mayelis Beltrán, née le 10 septembre 1972, est une ancienne judokate cubaine. Double championne du monde, elle est aussi double vice-championne olympique dans la catégorie des poids lourds (+78 kg). 
Révélée en 1990 lorsqu'elle remporte le titre mondial en juniors et obtient un podium au Tournoi de Paris, elle ne brille plus durant trois ans avant de prendre la septième place du tournoi mondial en 1993 au Canada. Vainqueur aux Jeux panaméricains et aux mondiaux universitaires, l'année 1995 se concrétise par une troisième place chez les poids lourds (+72 kg) aux championnats du monde de Chiba. Absente aux Jeux olympiques d'Atlanta en 1996, elle reprend le chemin des podiums l'année suivante en conquérant son premier titre mondial à Paris en toutes catégories. Championne du monde par équipes en 1998, elle conserve son titre mondial individuel en 1999 à Birmingham. En 2000, pour sa première participation olympique, elle échoue en finale des poids lourds face à la Chinoise Yuan Hua mais monte tout de même sur la deuxième marche du podium. Plus tard, elle remporte sa quatrième médaille mondiale dans la catégorie des poids lourds en 2001 à Munich. Une nouvelle fois médaillée en 2003 en toutes catégories, elle dispute ses seconds Jeux olympiques à Athènes en 2004. Lors du tournoi, elle échoue une nouvelle fois en finale face à la Nippone Maki Tsukada cette fois. Elle sa retire à l'issue de la compétition.

## Palmarès

### Jeux olympiques
- Jeux olympiques de 2000 à Sydney (Australie) :
  -  Médaille d'argent dans la catégorie des poids lourds (+78 kg).
- Jeux olympiques de 2004 à Athènes (Grèce) :
  -  Médaille d'argent dans la catégorie des poids lourds (+78 kg).

### Championnats du monde
| Chpts du monde    | Chpts du monde    | 1993 Hamilton | 1995 Chiba | 1997 Paris | 1999 Birmingham | 2001 Munich | 2003 Osaka |
| ----------------- | ----------------- | ------------- | ---------- | ---------- | --------------- | ----------- | ---------- |
| poids lourds      | +72 kg            | 7e            | 3e         | 5e         | -               | -           | -          |
| poids lourds      | +78 kg            | -             | -          | -          | -               | 3e          | 5e         |
| toutes catégories | toutes catégories | -             | -          | 1re        | 1re             | -           | 3e         |

### Divers
- 3 médailles d'or aux Jeux panaméricains (1995, 1999 et 2003).
- Championne du monde par équipes à Minsk en 1998.
- Vice-championne du monde par équipes à Bâle en 2002.
- Championne du monde junior à Dijon en 1990.
- 4 podiums au Tournoi de Paris.